# Ramela
Ramela es una freguesia portuguesa del concelho de Guarda, con 10,69 km² de superficie y 239 habitantes (2001). Su densidad de población es de 22,4 hab/km².